# Amorimia
Amorimia é um gênero de plantas de Malpighiaceae, uma família com cerca de 75 gêneros de plantas com flores da ordem Malpighiales. Foi separado a partir do gênero Mascagnia e o nome é uma homenagem ao botânico André Amorim, um especialista em Heteropterys, outro gênero da mesma família.
Amorimia contém quatorze espécies de lianas lenhosas nativas da América do Sul. Originalmente foram descritas dez espécies e, posteriormente, foram descritas três novas espécies e uma nova combinação relacionadas ao complexo Amorimia rigida.

## Intoxicação de rebanhos
Foi detectada a presença de monofluoracetato de sódio em pelo menos 6 espécies do gênero (A. amazonica, A. camporum, A. exotropica, A. pubiflora, A. rigida e A. septentrionalis). Esta substância é responsável por intoxicação aguda de rebanhos de bovinos e caprinos, lesionando o coração e causando a morte súbita dos animais por insuficiência cardíaca.